# Segurança viária

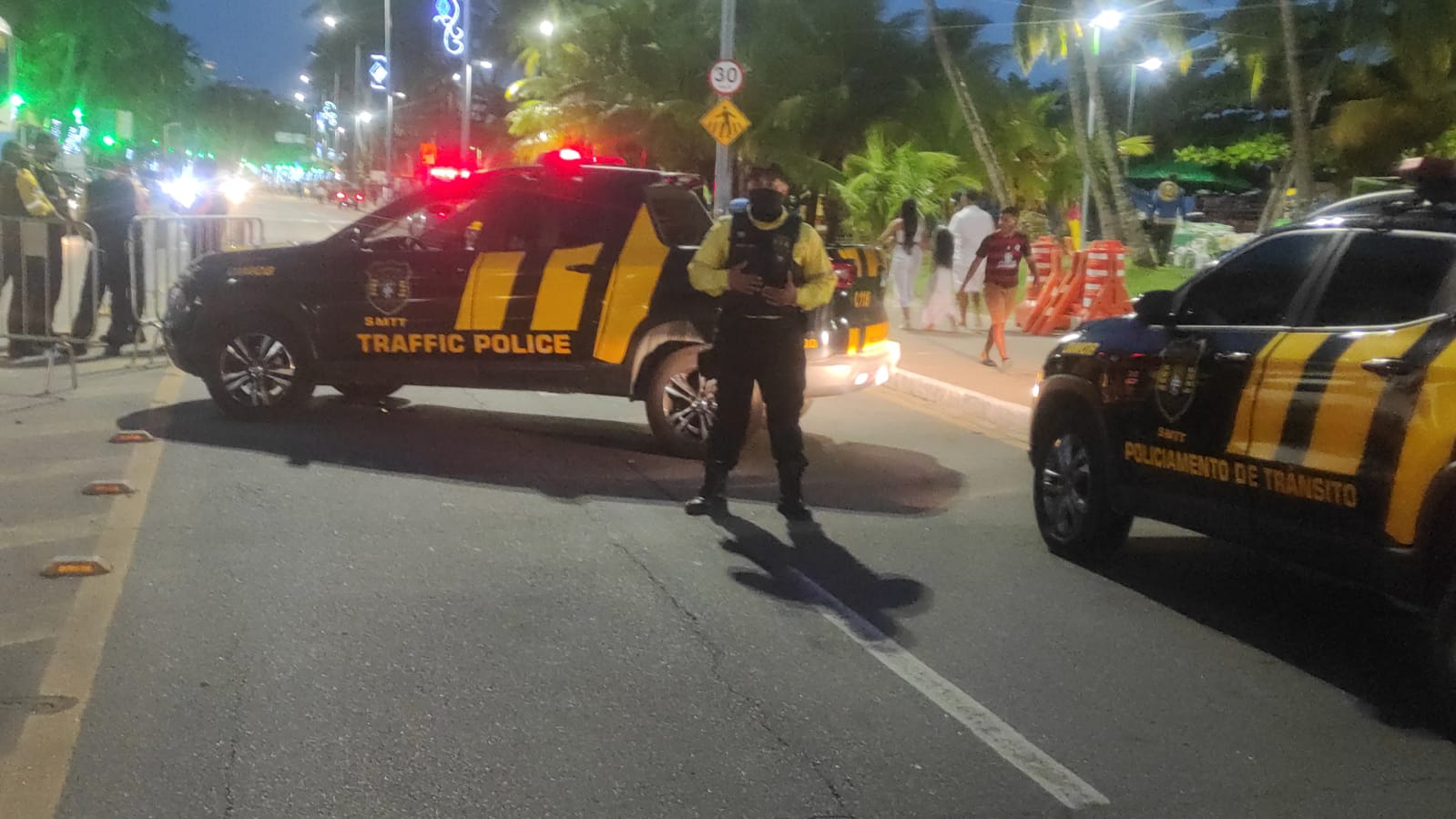
Viatura e Agente de Polícia de Trânsito Municipal para garantia da Segurança Viária no Brasil.

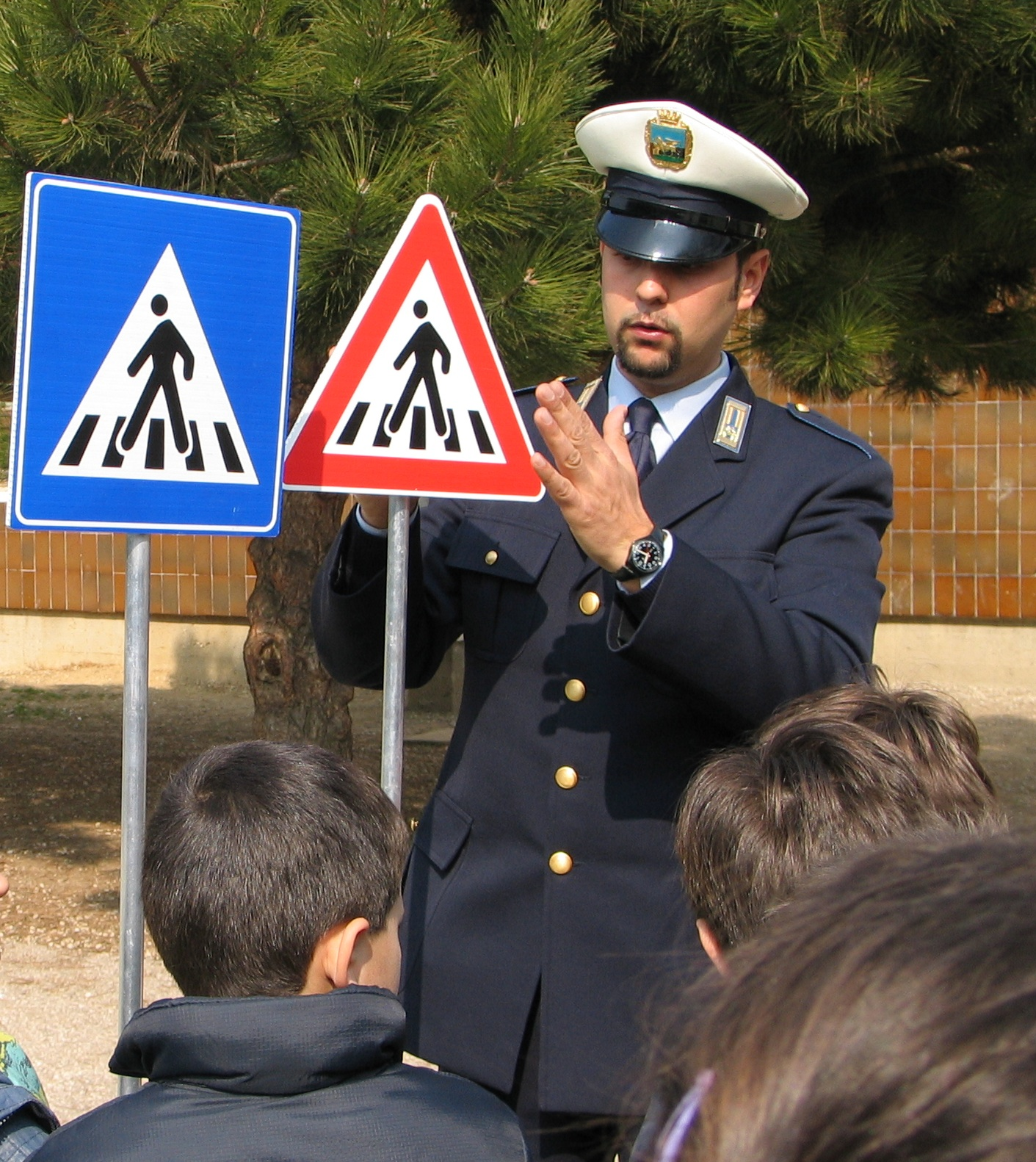
Um Agente de Polícia de Trânsito Municipal orientando crianças sobre segurança viária na Itália.

A segurança viária refere-se a métodos e medidas para reduzir o risco de acidentes na rede viária de determinado país ou região, diminuindo assim o número de pessoas feridas ou mortas. Entre os usuários do sistema viários incluem-se os pedestres, ciclistas, motoristas, seus passageiros de veículos de passeio e do transporte público, principalmente autocarro, eléctricos. As melhores práticas de segurança viária têm seu foco na prevenção de acidentes sérios ou fatais, levando em consideração a falibilidade dos seres humanos, em contraste com paradigmas do passado que visavam simplesmente informar tomando como certo a obediência dos usuários às leis de trânsito.
Torna-se imperioso atuar com mais rigor para diminuir objetivamente os acidentes rodoviários. Todos os utentes rodoviários devem conhecer as causas mais frequentes (mais globais), os fatores que as potenciam (em maior número com presenças diferenciadas) assim como os procedimentos e técnicas mais seguros da condução automóvel, de outros veículos ou mesmo como peão. Ainda assim, é importante que as pessoas tenham fácil acesso e saibam interpretar os dados referentes à segurança viária de seus estados e municípios.
Em 16 de Julho de 2014, o Congresso Nacional Brasileiro promulgou a Emenda Constitucional 82/2014 que disciplinou a Carreira dos agentes Públicos responsáveis pelo Policiamento de Trânsito dos Estados, Distrito Federal e Municípios nele incluindo o conceito da Segurança Viária no §10 do artigo 144 da Constituição Federal, que trata dos Órgãos responsáveis pela Segurança Pública por meio dos Órgãos de Trânsito e seus respectivos Agentes de Trânsito de Carreira.: